# Lunettes de protection
Pour les articles homonymes, voir lunette.
Les lunettes de protection sont une forme de protection de la vue qui consiste en des lunettes fermées qui enserrent la région des yeux et sont faites d'un matériau résistant aux chocs, aux éclaboussures ou à la pression. Elles sont utilisées dans les laboratoires de chimie, en divers travaux comme la menuiserie et la soudure, par certains professionnels de la santé comme EPI, ainsi que dans certains sports comme le ski. Elles peuvent être transparentes, colorées, et comporter ou non une correction de la vision.

## Histoire

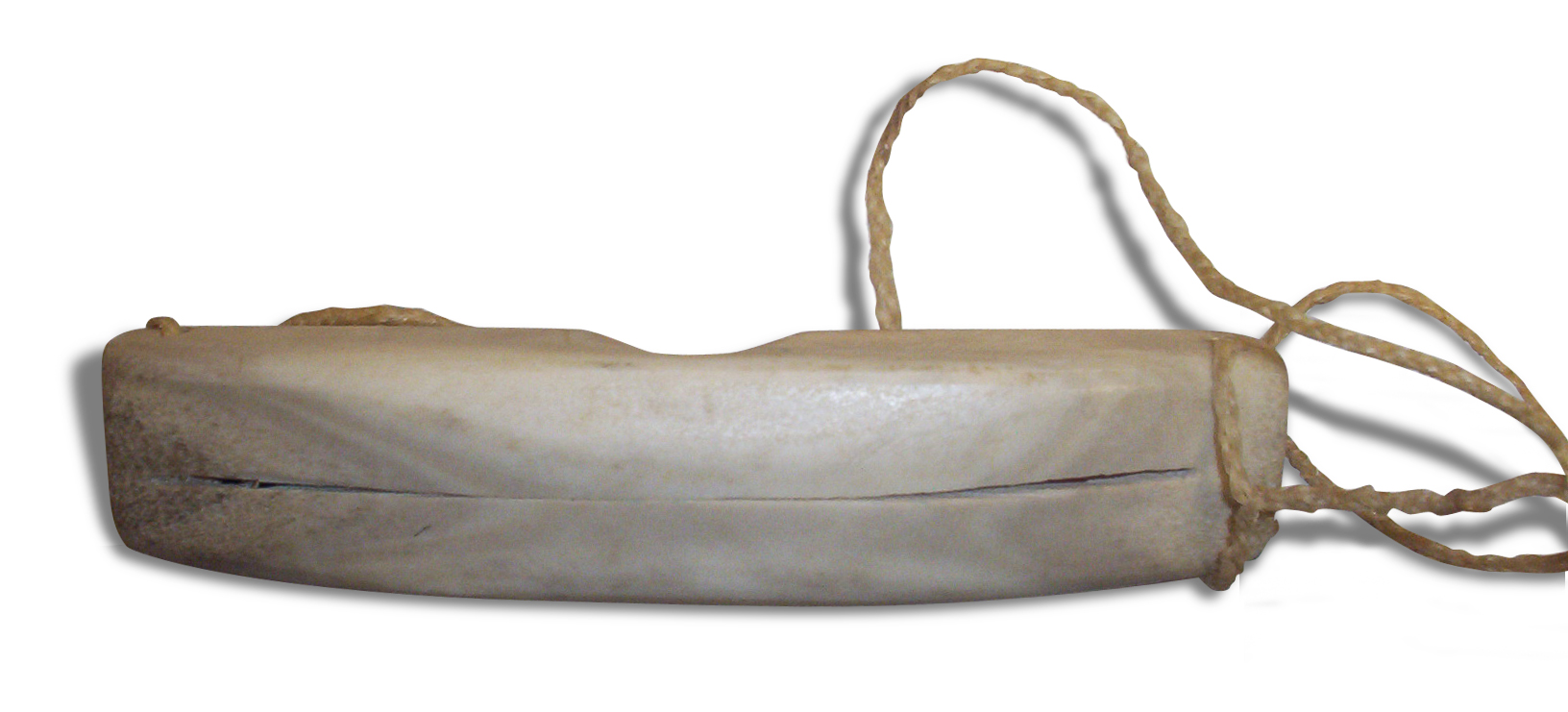
Lunettes solaires traditionnelles des Inuits
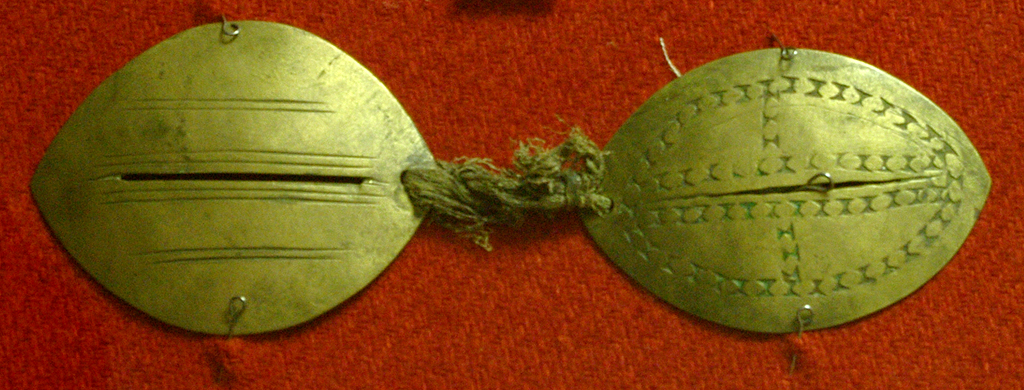
Lunettes de métal des Nénètses
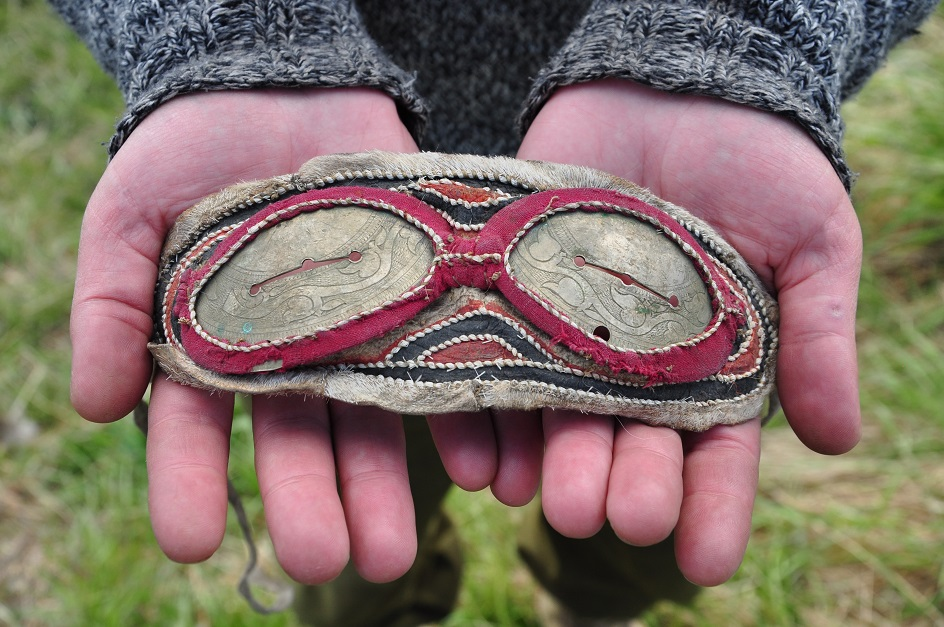
Lunettes nganassanes

Les Inuits et les Yupiks découpaient déjà une fente dans des os de caribou ou de renne pour diminuer la luminosité de la lumière réfléchie, dont les ultraviolets, par la neige et qui cause la photokératite. Ils courbaient ces os pour prendre la forme du visage et ainsi couper les reflets non seulement devant mais également sur les côtés du visage.
Au début du XXe siècle, des lunettes ont été développées pour les conducteurs des automobiles, qui n'avaient pas de pare-brises à l'époque, pour se protéger des insectes, de la poussière et de la boue. Elles ont été adoptées par les aviateurs qui se trouvaient dans la même situation.

## Types
Différents types d'activités mettent en péril les yeux. Différentes lunettes de protection ont donc été développées pour répondre aux besoins :

### Laboratoires
En recherche, plusieurs types d'expériences nécessitent une protection aux éclaboussures en chimie, des rayonnements d'un laser en physique, ou pour l'adaptation à la faible luminosité avec des lunettes d'obscurité. Des lunettes spécialement conçues sont donc portés par les laborantins.

### Militaires
Les militaires ont besoin de divers types de lunettes pour la protection du soleil, de la poussière et pour la vision nocturne (Jumelles de vision nocturne).

### Sports
Le chlore dans l'eau des piscines irrite les yeux mais les performances des nageurs ne doivent pas être affectées. Les lunettes de natation sont donc flexibles et d'encombrement minimal. Par contre, la plongée sous-marine nécessite un masque de plongée solide et étanche. 
Les lunettes de ski préviennent la neige et le vent froid d'affecter les yeux. Elles sont souvent teintées et coupent les ultraviolets des reflets du soleil sur la neige. Elles sont munies d'ouvertures pour la ventilation et de certains revêtements afin de ne pas créer de buée provenant de la vapeur d'eau de la respiration.
Les lunettes de sports comme le racquetball et le squash servent à bloquer les rebonds de la balle et à atténuer les coups de raquettes.

### Transports
Bien que généralement les motocyclistes utilisent maintenant en général des casques avec visière, certains utilisent encore des lunettes pour se protéger des insectes et de la poussière. De même, les pilotes de vieux biplans doivent utiliser des lunettes. 

### Travail
Les lunettes de travail sont adaptées aux types de dangers. Ainsi les lunettes de menuiserie, de bûcherons, de mineurs et d'opérateurs de machinerie lourde sont robustes afin de bloquer les débris de bois ou de métal qui peuvent être projetés par l'activité. Les lunettes de soudeurs doivent en plus être résistantes à la chaleur (étincelles et projections incandescentes) et teintées pour filtrer l'intense lumière produite. Le port de lunettes de sécurité est parfois obligatoire pour tous dans certaines entreprises.

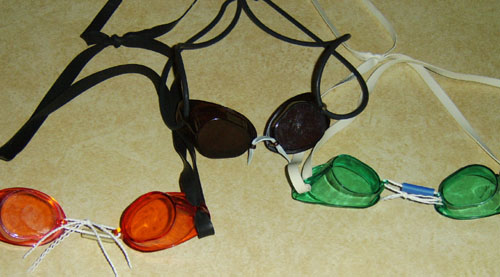
Lunettes de natation.
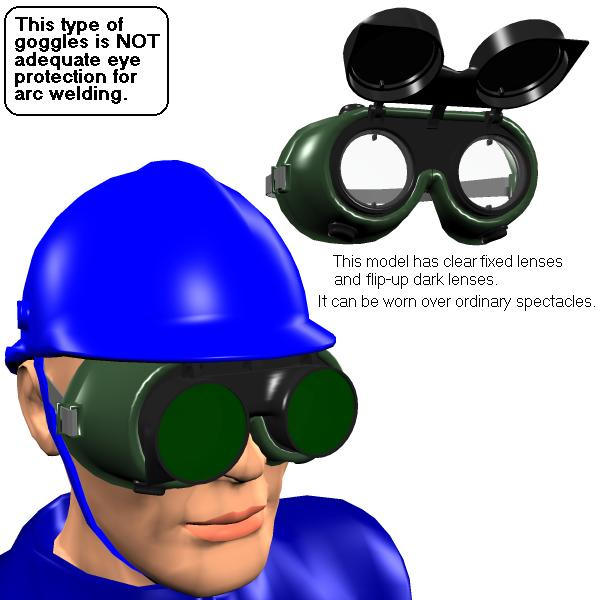
Lunettes de soudage et casque de sécurité.
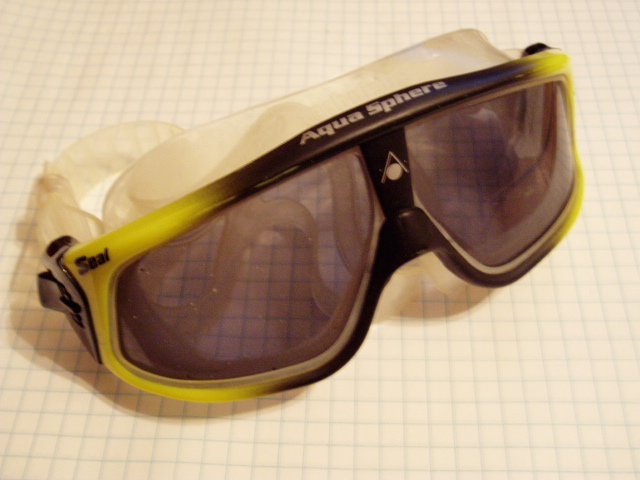
Lunettes de natation par AquaSphere.
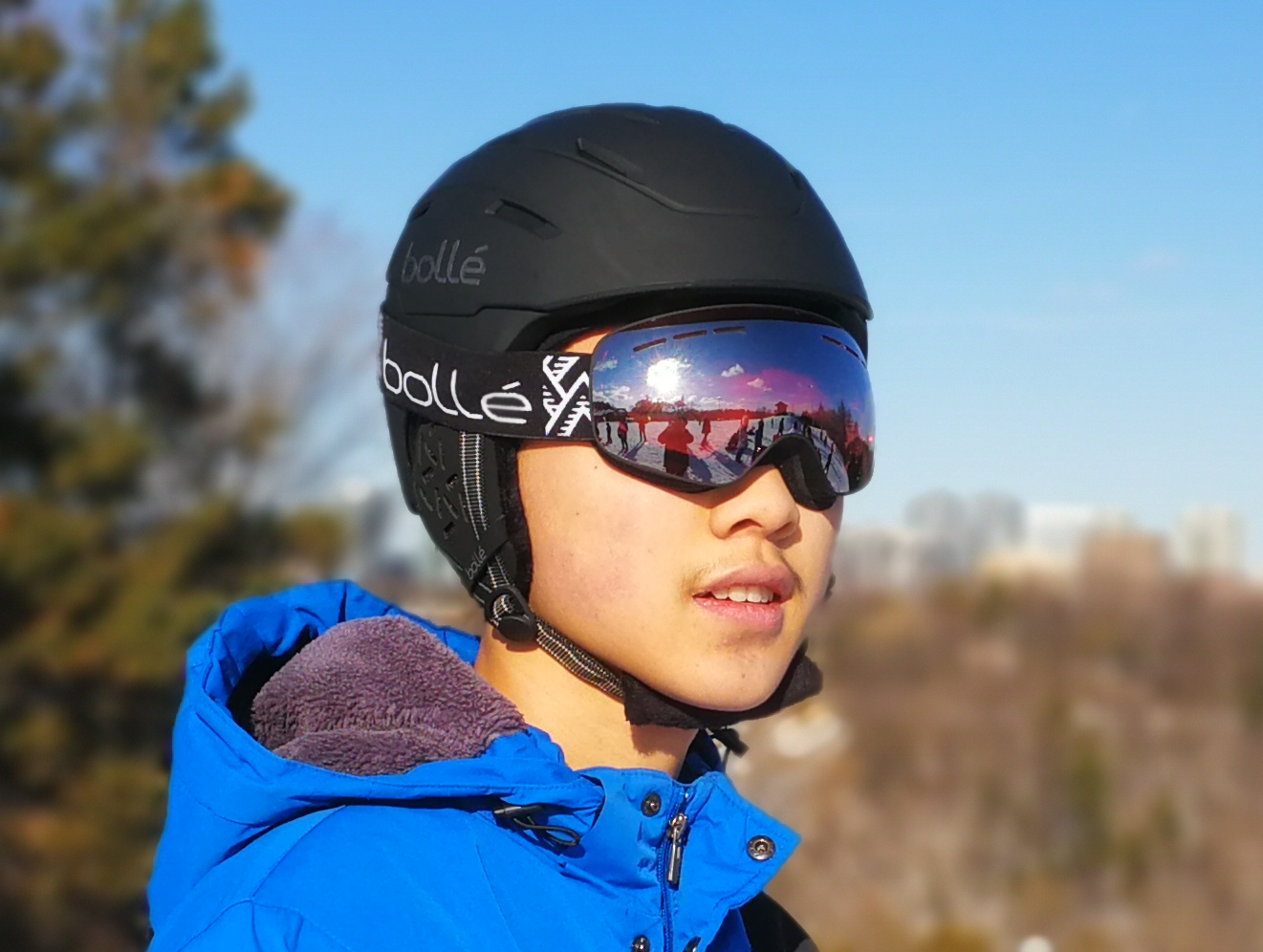
Lunettes de ski.
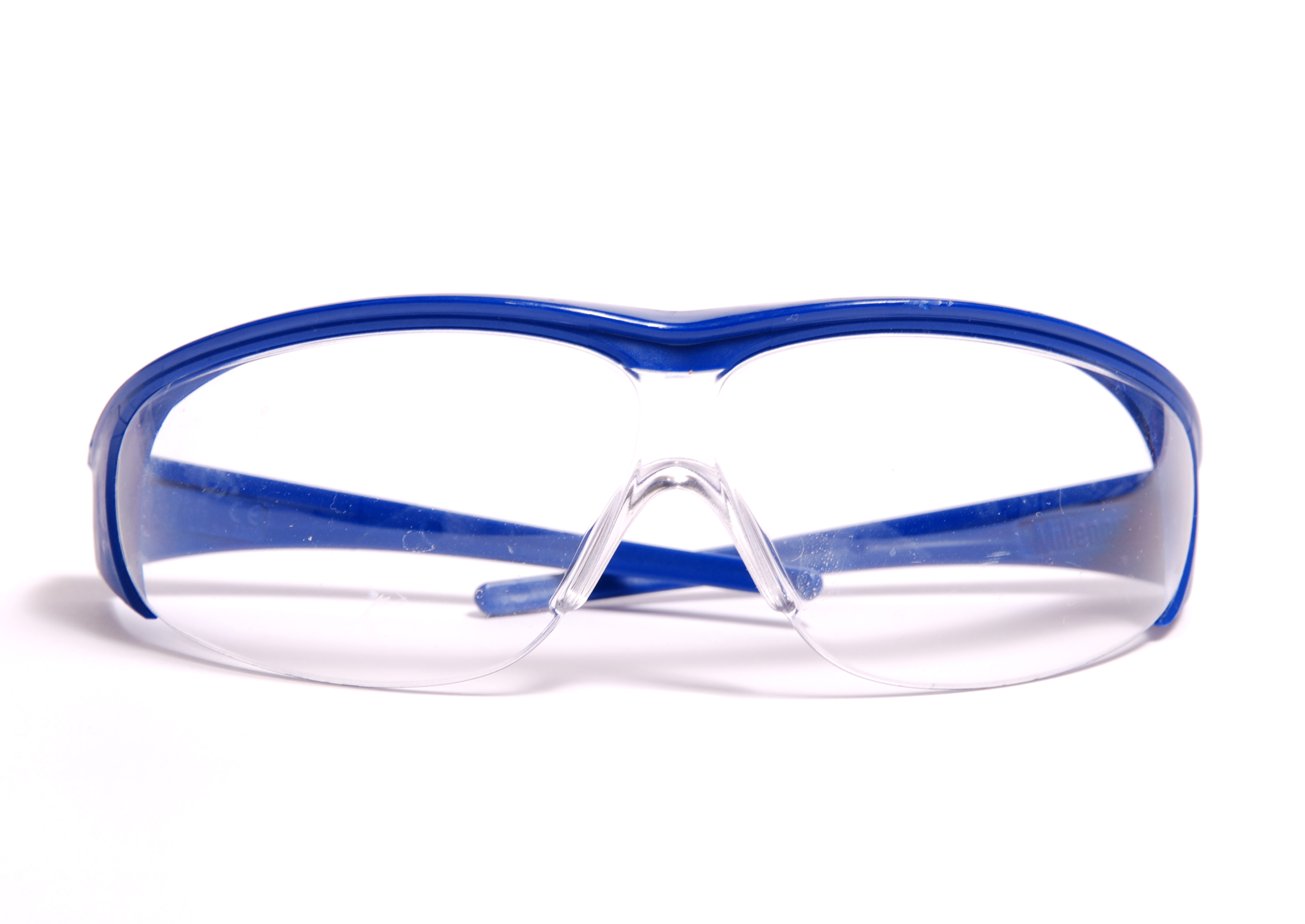
Lunettes de laboratoires.
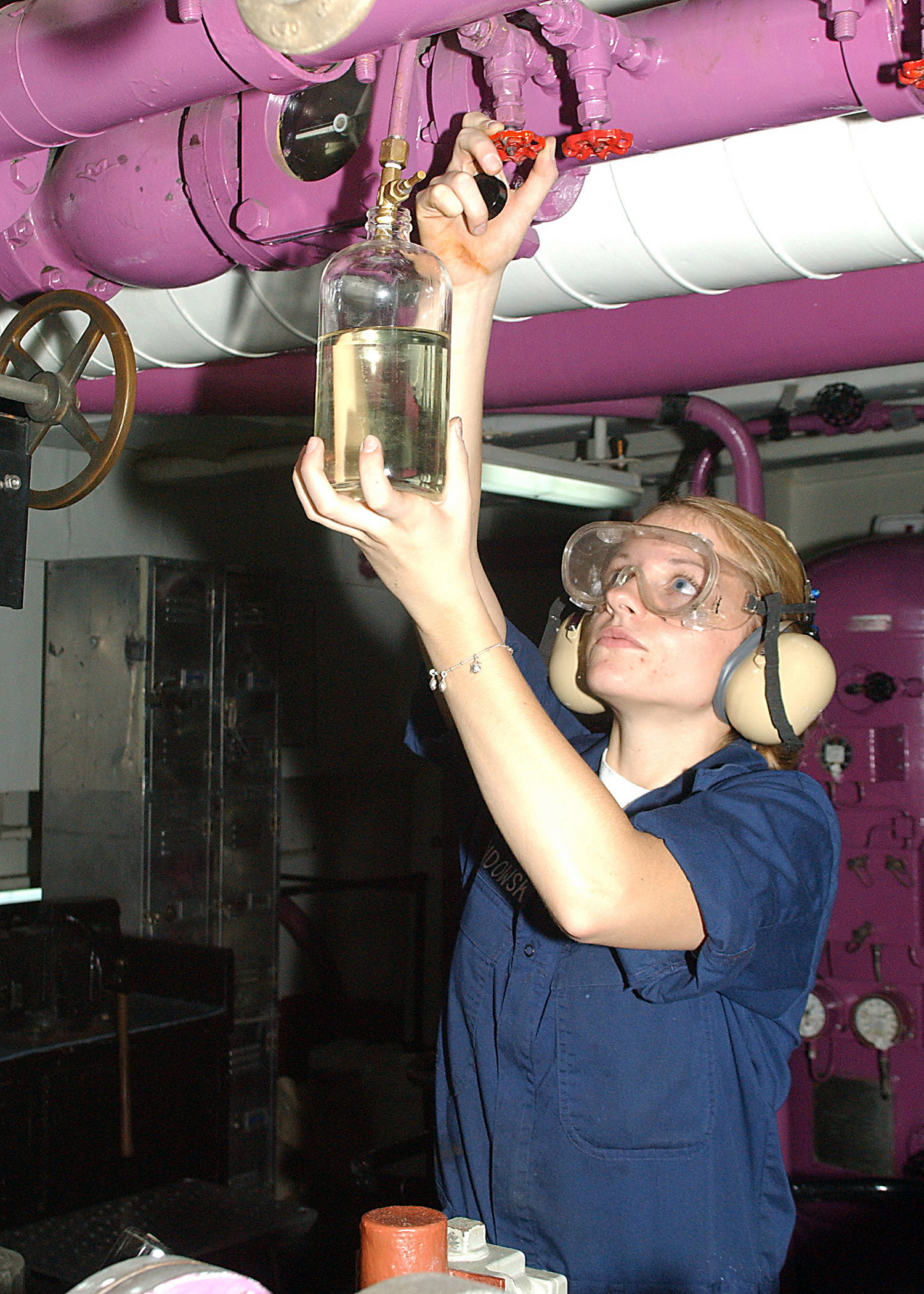
Lunettes de travail.

## Choix du type de lunette
Le choix du type de lunette ou de masque dépend du type de risque encouru :
- chocs mécaniques (projections d'éléments)
- liquides (risque chimique / biologique)
- fines gouttelettes / brouillard
- poussières (plus ou moins fines)
- arc électrique (projection de matière en fusion)
- rayonnements (ultraviolet, infrarouge, laser, solaire...)
- chaleur